# Fünfflügelmühle (Burgdorf)
Die Fünfflügelmühle war eine Windmühle in Burgdorf in der Region Hannover in Niedersachsen.
Das 1970 abgerissene einstige Baudenkmal war ein Wahrzeichen von Burgdorf.

## Geschichte
Das Amt Burgdorf schlug der Königlichen Regierung in Hannover im Jahr 1843 den Bau einer großen Holländerwindmühle mit vier Mahlgängen in Burgdorf vor.
Wegen der unzuverlässig gewordenen Wasserführung der Burgdorfer Aue sollte die in der Nähe des Schlosses gelegene Wassermühle durch eine Windmühle ersetzt werden.
Der zur Sicherung der Auslastung der neuen Mühle verfügte Abriss der nur über einen Mahlgang verfügenden Lampenmühle unterblieb wegen des Protests des Amts Burgdorf und auch der Bürgerschaft. Sie wurde mit mehreren Unterbrechungen noch bis 1925 genutzt.
1847 ließ König Ernst August I. die Fünfflügelmühle vor dem Celler Tor durch den Mühlenbaumeister Sprengel aus Lüneburg auf Staatskosten errichten.
Die Baukosten der 1848 in Betrieb genommenen Mühle betrugen genau 16.038 Taler und 16 Mariengroschen.
Die Mühle wurde zunächst an verschiedene Müller verpachtet. Seit 1883 war dies der Müller Gustav Garbe, der nach einigen Jahren die Pacht ablöste. Die Mühle blieb bis 1942 in Familienbesitz.
Nach Besitzerwechsel war die Getreidemühle seit 1948 an die Ein- und Verkaufsgenossenschaft der Bäcker und Konditoren Niedersachsens verpachtet.
1954 wurde der Betrieb wegen mangelnder Wettbewerbsfähigkeit mit den elektrisch betriebenen Mühlen eingestellt.
Das Bauwerk verfiel. 1958 wurden die Kosten einer dringend notwendigen Renovierung auf 20.000 Mark veranschlagt. Diese Summe wollten weder der Besitzer noch die Stadt oder der Landeskonservator aufbringen.
Nachdem im Herbst 1958 die von einem Sturm beschädigte Windrose heruntergefallen war, wurden im Oktober 1958 aus Sicherheitsgründen die Mühlenflügel abgesägt und der Umgang entfernt.
Versuche, die denkmalgeschützte Fünfflügelmühle als Café, Jugendherberge oder Heimatmuseum zu nutzen, scheiterten.
Der zu einem baufälligen Gerippe verfallene Mühlentorso wurde ab dem 12. Januar 1970 abgerissen, der stabile Unterbau wurde gesprengt. Auf dem Grundstück wurde danach eine Reihenhaussiedlung gebaut.

## Beschreibung

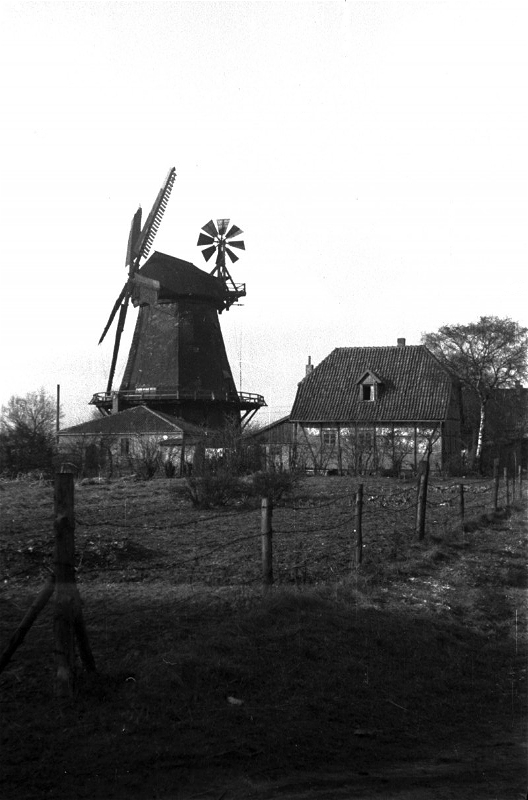
Foto, ca. 1952–1956

Fünfflügelige Mühlen waren zu Anfang des 19. Jahrhunderts in Schottland entwickelt worden. Sie erreichten gegenüber vierflügeligen Mühlen eine höhere Leistung und konnten auch bei leichtem Wind arbeiten. Im heutigen Niedersachsen gab es zwei Mühlen dieser Bauart. Die andere war die 1837 in Wendhausen errichtete Windmühle Wendhausen. In Deutschland soll es insgesamt fünf Mühlen dieses Typs gegeben haben.
Die Burgdorfer Fünfflügelmühle war einschließlich Flügeln 26 Meter hoch.
Die elf Meter langen Flügelspitzen waren aus leichtem Lärchenholz.
Die Flügelflächen waren als Jalousieklappenflügel konstruiert.
Bei fehlendem Wind konnte eine in einem Nachbargebäude untergebrachte Dampfmaschine das Mahlwerk antreiben.
Im August 1890 brachen bei einem Orkan alle fünf Flügel der Mühle. Es entstand ein Schaden von 600 Mark.